# Puig (Unternehmen)
Puig Brands, S.A. [putʃ] ist ein spanisches Familienunternehmen, das Düfte und Kosmetika produziert. Das Unternehmen erzielte im Jahr 2023 einen Gewinn von 465 Millionen Euro bei einem Umsatz von über 4,3 Milliarden Euro.

## Geschichte
Das Unternehmen wurde 1914 von Antoni Puig i Castelló in Barcelona gegründet. Es begann mit der Herstellung von Kosmetika und Duftstoffen und expandierte im Laufe des 20. Jahrhunderts zu einem in 32 Ländern (Stand 2023) direkt und in über 150 Ländern indirekt tätigen Unternehmen mit über 4472 Mitarbeitern.
Im Mai 2024 ging Puig in Spanien an die Börse. Der Börsengang war ein Erfolg (die Aktie startete weit über Ausgabepreis; es war der größte Börsengang in Spanien seit 2015, als der Flughafenbetreiber Aena an die Börse ging) und trug dazu bei, die Finanzkraft des Unternehmens zu stärken. Die Aktie gilt als Konkurrenz für L’Oréal und LVMH. Puig setzt dabei auf eine doppelte Aktienstruktur: An der Madrider Börse werden im Leitindex Ibex 35 Anteile der Klasse B, die mit weniger Stimmrechten einhergehen als die A-Aktien, gehandelt. Die Inhaberfamilie Puig behält auch nach dem Börsengang 91,4 Prozent der Stimmrechte, was von Investoren normalerweise kritisch gesehen wird.

## Produkte und Beteiligungen
Puigs Produktportfolio umfasst eine breite Palette an Düften, Kosmetika und Hautpflegeprodukten für Männer und Frauen. Der Konzern besitzt und vertreibt 17 global bekannte Duft- und Kosmetikmarken. Darunter werden folgende Marken und Unternehmen als „Lovebrands“ vollständig besessen und geführt:   Carolina Herrera, Charlotte Tilbury, Jean Paul Gaultier, Nina Ricci, Rabanne, Byredo, Dries Van Noten, L‘Artisan Parfumeur, Penhaligons, Kama Ayurveda, Loto del Sur, Apivita und Uriage.
Daneben hält Puig umsatzstarke Lizenzen wie z. B. den Schönheitsbereich von Louboutin, Banderas oder Adolfo Dominguez, eine Parfümlinie, an der Puig 15 % hält.
Weitere Nicht-Mehrheitsbeteiligungen, assoziierte Unternehmen oder Joined-Ventures betreffen Marken wie Isdin, Granado, Scent Library und Sociedad Textil Lonia.
Außerhalb der „Lovebrands“-Kategorie führt Puig Eigenmarken oder Lizenzen für Shakira, United Colors of Benetton, Victorio & Lucchino, Agatha Ruiz de la Prada, Heno de Pravia, Agua Lavanda Puig, Agua Brava und Quorum.
Am 11. Januar 2024 gab das Unternehmen bekannt, eine Mehrheitsbeteiligung an der für Hautpflege bekannten Firma Dr. Barbara Sturm übernommen zu haben. Die Gründerin bleibt dem Unternehmen weiterhin als Minderheitsgesellschafterin, Produktchefin und Markenbotschafterin erhalten.

## Umsatz
| Jahr | Umsatz (in Millionen Euro) |
| ---- | -------------------------- |
| 2016 | 1.500 Mio.                 |
| 2017 | 1.600 Mio.                 |
| 2018 | 1.700 Mio.                 |
| 2019 | 1.800 Mio.                 |
| 2020 | 1.900 Mio.                 |
| 2023 | 4.300 Mio.                 |